# Motori Mercedes-Benz
In questa pagina si vuole fornire una panoramica d'insieme dei principali motori prodotti dalla Mercedes-Benz.

## Gamma motoristica
La gamma motoristica Mercedes-Benz è assai variegata: i motori costruiti dalla Casa di Stoccarda variano da 3 fino a 12 cilindri, con architetture motoristiche a cilindri in linea o a V.

Le sedi di produzione attuali dei moderni motori Mercedes-Benz sono situate a Bad Cannstatt e Untertürkheim, entrambe nei pressi di Stoccarda, e a Berlino, dove vengono assemblati i motori V12. Le prime due località citate, invece, producono rispettivamente motori V6 e V8 nella prima e motori a 4 cilindri in linea nella seconda.

## Motori automobilistici Mercedes-Benz
Di seguito verrà presentata una carrellata motoristica dei principali motori Mercedes-Benz per autovetture, suddivisi per architettura motoristica, dalla più semplice alla più sofisticata. Tali motori sono stati spesso utilizzati anche nei furgoni prodotti dalla Casa di Stoccarda e in alcuni rari casi, anche nei più pesanti autocarri della Unimog. Tra questi motori ve ne sono alcuni non prodotti dalla Casa tedesca, ma dalla giapponese Mitsubishi, che all'epoca della DaimlerChrysler condivideva motori e pianali con il colosso americano e con quello tedesco.

### Motori a 3 cilindri

#### Tricilindrici a benzina
- M160, 0.6-0.8 litri (1998-2007);
- M281, 1 litro (dal 2014).

#### Tricilindrici Diesel
- OM660, 0.8 litri (dal 1999);
- OM639, 1.5 litri (2004-2006).

### Motori a 4 cilindri

#### Benzina
- M23, 1.3 litri (1933-1936);
- M30, 1.5 litri (1934-1939);
- M136, 1.7-1.8 litri (1936-1957);
- M121, 1.9-2.0 litri (1955-1968);
- M118, 1.5-1.7 litri (1965-72);
- M115, 2.0-2.3 litri (1968-1980);
- M102, 1.8-2.3 litri (1980-1993);
- M111, 1.8-2.3 litri (1992-2002);
- M166, 1.4-2.1 litri (1997-2004);
- M271, 1.8 litri (2001-2013);
- M266, 1.5-2.0 litri (2005-2012);
- M200, 1.2 litri (dal 2012);
- M270, 1.6-2.0 litri (dal 2011);
- M274, 1.6-2.0 litri (dal 2012);
- M260, 2 litri (dal 2018);
- M264, 1.5-2 litri (dal 2017);
- M254, 2 litri (dal 2021).

#### Diesel
- OM138, 2.6 litri (1935-1940);
- OM636, 1.7-1.8 litri (1949-1961);
- OM621, 1.9-2.0 litri (1958-1968);
- OM615/616, 2.0-2.4 litri (1968-1985);
- OM601, 2.0-2.3 litri (1983-1995);
- OM604, 2.2 litri (1995-1998);
- OM668, 1.7 litri (1998-2005);
- OM611/646, 2.2 litri (1998-2011);
- OM640, 2.0 litri (2004-2012);
- OM651, 1.8-2.1 litri (dal 2008);
- OM607, 1.5 litri (dal 2012);
- OM626, 1.6 litri (dal 2014);
- OM654, 2 litri (dal 2016).

### Motori a 5 cilindri
I motori Mercedes-Benz a 5 cilindri sono solo a gasolio
- OM617, 3 litri (1974-85);
- OM602, 2.5-2.9 litri (1983-2001);
- OM605, 2.5 litri (1993-2000);
- OM612/647, 2.7 litri (1999-2006).

### Motori a 6 cilindri in linea

#### Benzina
- M836, 4 litri (1924-1929);
- M9456, 6.3 litri (1924-29);
- M02, 2 litri (1926-1933);
- M03, 3 litri (1926-1927);
- M04, 3.0-3.1 litri (1927-1928);
- M09, 3.4 litri (1928-29);
- M06, 6.8-7.1 litri (1928-1934);
- M10, 3.5 litri (1929-33);
- M11, 2.6 litri (1929-35);
- M15, 1.7 litri (1931-1936);
- M18, 2.9 litri (1933-1937);
- M21, 2 litri (1933-1936);
- M143, 2.2 litri (1936-1941);
- M142, 3.2 litri (1937-1942);
- M153, 2.3 litri (1939-1943);
- M180, 2.2-2.3 litri (1951-1976);
- M186, 3 litri (1951-1957);
- M188, 3 litri (1951-1955);
- M198, 3 litri (1954-1963);
- M199, 3 litri (1955-58);
- M189, 3 litri (1957-67);
- M127, 2.3 litri (1958-1970);
- M129, 2.5 litri (1965-1968);
- M108, 2.5 litri (1965-1969);
- M130, 2.8 litri (1967-1972);
- M114, 2.5 litri (1968-1976);
- M110, 2.8 litri (1972-1986);
- M123, 2.5 litri (1976-1984);
- M103, 2.6-3.0 litri (1986-1993);
- M104, 2.8-3.6 litri (1990-1997);
- M256 3.0 litri (dal 2017).

#### Diesel
- OM603/606, 3.0-3.5 litri (1985-2001);
- OM613/648, 3.2 litri (1998-06);
- OM656 3.0 litri (dal 2017).

### Motori V6

#### V6 a benzina
- M112, 2.4-3.7 litri (1997-2004);
- M272, 2.5-3.5 litri (2004-2013);
- M276, 3.5 litri (dal 2010).

#### V6 a gasolio
- OM642, 3 litri (dal 2005);

### Motori a 8 cilindri in linea
La Mercedes-Benz ha costruito in passato, quando ancora si usavano, anche motori a 8 cilindri in linea di cilindrate comprese tra 3.8 e ben 7.7 litri. Tutti questi motori erano a benzina ed erano destinati ai modelli di gran lusso prodotti negli anni Venti e Trenta. Tra questi motori i principali sono:
- M08, 4.6-5.0 litri (1928-1939);
- M07, 7.7 litri (1930-1938);
- M19, 3.8 litri (1932-1933);
- M22, 3.8-4.0 litri (1933-34);
- M150, 7.7 litri (1938-1943);
- M22, 3.8 litri (1933-1934);
- M24, 5.0-5.4 litri (1934-1944).

### Motori V8

#### Benzina
- M100, 6.3-6.9 litri (1963-1980);
- M116, 3.5-4.2 litri (1968-1991);
- M117, 4.5-5.6 litri (1971-91);
- M119, 4.2-5.0 litri (1990-1999);
- M113, 4.3-5.4 litri (1997-2009);
- M155, 5.4 litri (2004-2011);
- M273, 4.7-5.5 litri (2006-2015);
- M156, 6.2 litri (2006-2013);
- M278, 4.7 litri (dal 2010);
- M157, 5.5 litri biturbo (dal 2010);
- M152, 5.5 litri (2011-15);
- M177/M178, 4 litri (dal 2014).

#### Diesel
- OM628/29, 4 - 4.2 litri (2000-2011).

### Motori V12
I V12 Mercedes-Benz per uso automobilistico sono tutti a benzina.
- M148, 6 litri (1941-1942);
- M120/M297, 6.0-7.3 litri (1992-2010);
- M137, 5.8-6.3 litri (1999-2002);
- M275, 5.5-6 litri (2002-2013);
- M158, 6 litri (dal 2011).
- M279, 6 litri (dal 2012).

### Motori prodotti da altre Case per Mercedes-Benz
È stata essenzialmente la giapponese Mitsubishi (sebbene con la collaborazione della DaimlerChrysler) a produrre i pochi motori utilizzati per alcuni modelli della Casa tedesca, o meglio, per un marchio a essa appartenente, vale a dire la Smart. Questi motori sono:
- Mitsubishi 3B2 (o Mercedes-Benz M132), 1 litro (dal 2007);
- Mitsubishi 3A9 (o Mercedes-Benz M134), 1.1 litri (2003-06);
- Mitsubishi Serie 4A9 (o Mercedes-Benz M135), 1.3-1.5 litri (2004-06);
- Mitsubishi 4G15 (o Mercedes-Benz M122), 1.5 litri turbo (2005-06).

In questo elenco, viene riportato il periodo di applicazione di tali motori da parte della DaimlerChrysler, ma tutti questi motori conoscono o hanno conosciuto un ciclo vitale molto più vasto, con applicazioni da parte della Casa giapponese in altri suoi modelli prodotti in altri periodi.

Non meno importante, però, è anche un più recente motore, rivisitato e utilizzato da Mercedes-Benz, ma costruito di fatto dalla Renault, con cui la Casa tedesca è in joint-venture a partire dall'inizio del 2010. Introdotto nel 2012 e già menzionato anche in precedenza, il motore OM607 è un motore da 1.5 litri di cilindrata direttamente derivato dai motori K9K di normale utilizzo presso diversi modelli Renault e Nissan.

## Motori Mercedes-Benz per autocarri pesanti
Di seguito verrà mostrata una carrellata di motori Mercedes-Benz utilizzati per autocarri da trasporto pesante.

### Motori a benzina

#### Motori a 6 cilindri in linea
- M09, 3.7 litri (1929-1935).

### Motori Diesel

#### Motori a 4 cilindri
- Serie OM300 a 4 cilindri, 3.8-4.0 litri;
- Serie OM900, 4.3-4.8 litri.

#### Motori a 6 cilindri in linea
- Serie OM300 a 6 cilindri, 5.7-11.6 litri;
- Serie OM900, 6.4-7.2 litri.

#### Motori V6
- Serie OM400, fino a 12 litri;

#### Motori V8
- Serie OM4x2, 12.8-14.6 litri;
- OM502, 15.9 litri.

#### Motori V10
- Serie OM4x3, 16-18.3 litri.

#### Motori V12
- Serie OM4x4, 19.2-22 litri.

## Altri motori Mercedes-Benz
Vi sono stati altri motori Mercedes-Benz, dotati di caratteristiche particolari.
Innanzitutto vanno ricordati quelli che possiedono un'alimentazione alternativa a gas. Inizialmente essi avevano cilindrate molto elevate ed erano riservati ad autocarri per trasporto pesante o ad autobus. Solo in tempi più recenti, l'evoluzione ha permesso di portare l'alimentazione a gas anche in motori di cilindrata sensibilmente inferiore. Ecco di seguito una panoramica di questi motori:

### Motori per autovetture
- M271, 1.8 litri a metano.

### Motori per trasporto pesante
- M366, 6 litri a metano;
- Serie 4x7, 11.4-12 litri a GPL o a metano;
- M906, 6.4 litri a metano.

## Rotativo Wankel
In secondo luogo va ricordato un tipo di motore ancora più particolare, in quanto si tratta dell'unico caso di motore Wankel finora utilizzato dalla Casa tedesca, sebbene destinato solo a un prototipo. Tale motore ha la sigla M950F ed è stato prodotto tra il 1969 e il 1970 in due versioni (trirotore e quadrirotore), da 1.8 e 2.4 litri di cilindrata.